# Denis Ventúra
Denis Ventúra (Senica, 1º agosto 1995) è un calciatore slovacco, centrocampista del Ruch Chorzów.

## Carriera
Ha giocato nella massima serie dei campionati slovacco e rumeno.